# Vesta (mitologia)
Vesta és la deessa de la llar en la mitologia romana. Correspon a Hèstia (Ἑστία) en la mitologia grega, encara que en el culte romà va assumir major rellevància. No se sap si el culte romà va deduir-se del culte grec o si ambdues dees tenen arrels comunes anteriors.
Vesta és filla de Saturn i de Cíbele i germana de Júpiter, Neptú, Plutó, Juno i Ceres.

## Atributs i representacions
En l'antiguitat tardana a Roma hi ha moltes representacions d'ella, asseguda o dempeus, totalment vestida i velada amb els atributs: la torxa, el plat de sacrifici, el ceptre i el pal·ladi.
Se la representa per un cercle, símbol de la totalitat, i el seu temple Aedes Vestae, casa de la Vesta, tenia una forma circular. S'associa a la Terra, llar sagrada de la humanitat.

## Culte
Els cònsols i dictadors (magistrats) nous de Roma havien de fer una ofrena al seu temple a l'inici i a la fi del seu ofici. Les noves colònies romanes encenien foc al temple romà i el transferien al seu temple nou com a símbol de la connexió amb la ciutat eterna.

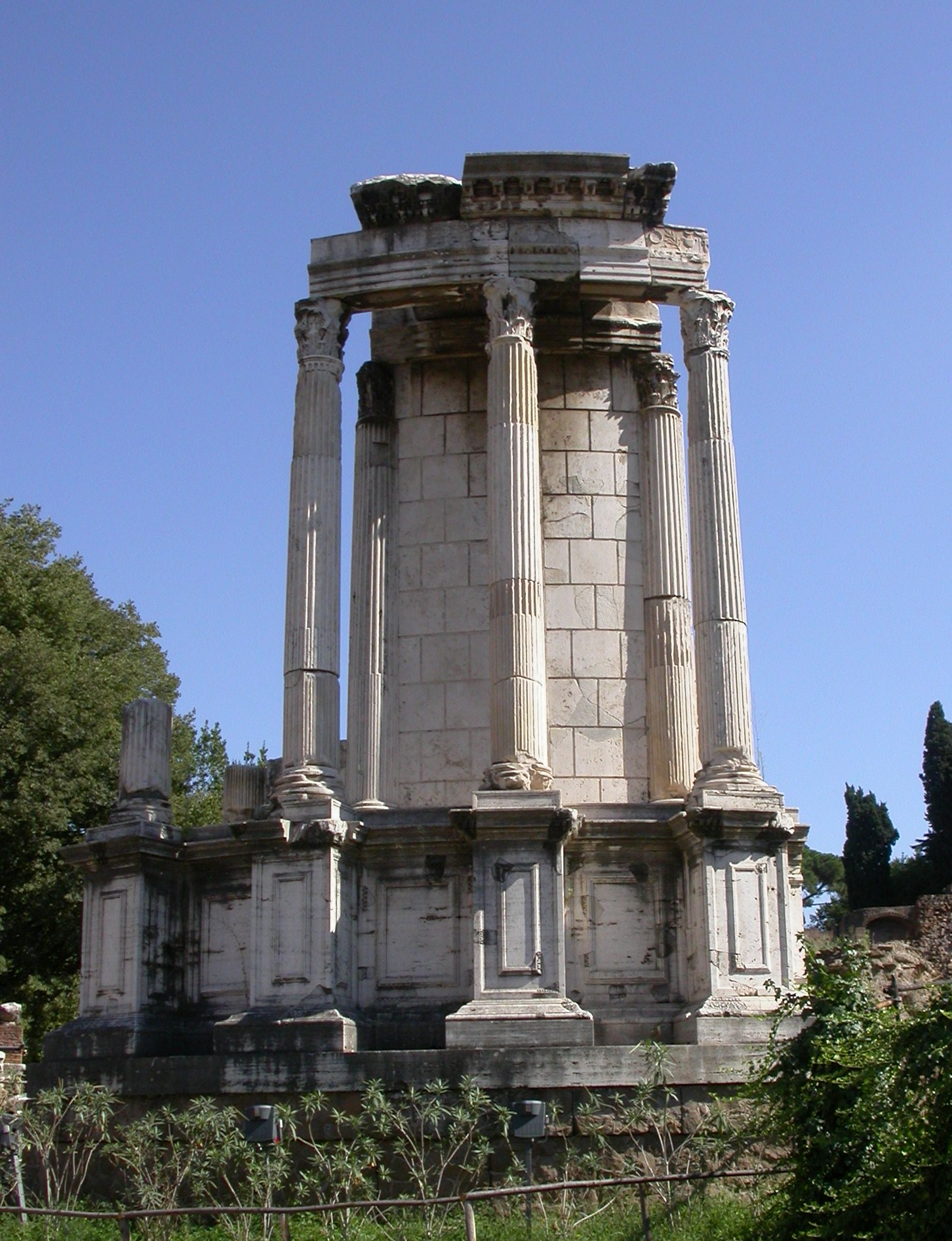
Ruïnes del temple de Vesta al Fòrum romà

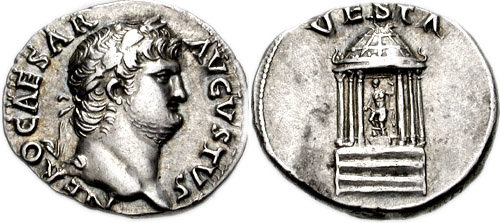
Moneda de l'època de Neró amb Vesta i els seus atributs

Al seu temple, les vestals, donzelles reclutades a l'edat de deu anys, eren les encarregades de mantenir viu el foc. Una vegada a l'any, celebraven les Vestalia, una festa per renovar el contacte amb la dea i demanar-li la protecció de la llar. El primer dia de les Vestalia era l'únic dia de l'any en què el temple era obert a totes les dones. Com que la llar simbolitza també el forn de pa, els flequers i els moliners la veneraven com la seva deessa patrona i es prenien el dia lliure. A l'inici de les Vestalia, els molins i els ases que els feien girar, eren decorats amb flors.
Fora de la celebració anual, quotidianament se la invocava com a canal de la reunió familiar, com a mare tendra i disposada a la pau. La connexió amb el seu arquetip es pot obtenir per la realització del treball domèstic. Només cal encendre una espelma color taronja en el seu nom per sentir la seva presència, amistosa i càlida.
Segons Titus Livi, el seu culte s'hauria establert sota el regnat de Numa Pompili i va perdurar fins que el cristianisme esdevingué religió d'estat i els altres cultes van ser prohibits. L'emperador Flavi Gracià va abolir-ne oficialment el culte, segons les fonts, l'any 382 o 394.